# تاوبر (زاز الشرقي)
تاوبر (بالفارسية: تاوبر) هي قرية تقع في إيران في قسم زاز الشرقي الریفي. يقدر عدد سكانها بـ 35 نسمة بحسب إحصاء 2016.